# Cartilagem elástica
A cartilagem elástica é um tipo de cartilagem do tecido cartilaginoso. É encontrada no pavilhão auditivo, no conduto auditivo externo, na tuba auditiva, na epiglote e na cartilagem cuneiforme da laringe.
Possui fibras de elastina em sua matriz, fibrilas de colágeno (principalmente do tipo II), e uma abundante rede de fibras elásticas finas, contínuas com as do pericôndrio. A elastina confere cor amarelada a fresco.
Cartilagem elástica pode formar peças isoladas ou associadas à cartilagem hialina (possui pericôndrio e cresce principalmente por aposição).
É menos sujeita a processo degenerativos.